# LinuxSampler

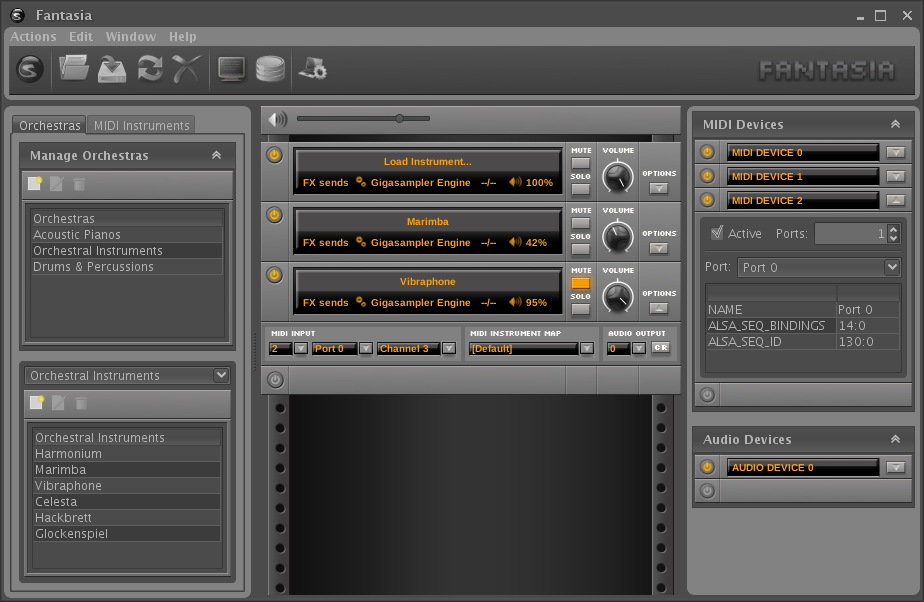
Fantasia, una interfaccia grafica sviluppata dal progetto JSampler, permette facili operazioni con LinuxSampler.

LinuxSampler è un campionatore musicale col fine di fornire un campionatore audio puramente software con funzionalità a livello professionale, paragonabile a campionatori hardware e software commerciali per Windows e macOS e con lo scopo di introdurre nuove funzionalità non sono ancora disponibili in altri campionatori. Gran parte di LinuxSampler è software libero, ma alcuni, come il back-end, non è libero, come descritto di seguito.

## Concetto
LinuxSampler è stato progettato come modulo backend, disaccoppiato da qualsiasi interfaccia utente. LinuxSampler fornisce un'API C++ nativa, nonché un'interfaccia di comunicazione di rete utilizzando un protocollo basato su ASCII chiamato LSCP per il controllo campionatore e la gestione delle sessioni. Inoltre, ci sono già due front-end convenienti per LinuxSampler, QSampler e JSampler.
Grazie al design disaccoppiato il campionatore può essere controllato con l'interfaccia GUI, anche da un altro computer, per esempio usando sistemi operativi come Windows o Mac OS X. Con le funzionalità previste come SMP e il supporto di cluster LinuxSampler potrebbe in futuro diventare uno strumento molto interessante per studi di registrazione high end e concerti. Vi è un editor grafico strumento chiamato gigedit, basato sulla libreria grafica GTK+, che può essere utilizzato per modificare e creare strumenti in formato GigaSampler e può essere usato come applicazione stand-alone o live editing. Quest'ultimo caso, permette di suonare e modificare gli strumenti, allo stesso tempo, in modo che tutte le modifiche apportate con gigedit siano immediatamente udibili senza dover ricaricare gli strumenti nel campionatore.

## Piattaforme
LinuxSampler, come indica il nome, è stato originariamente concepito per funzionare su Linux, ma grazie all'astrazione dei driver audio e MIDI ed alle funzioni dipendenti dalla piattaforma, il campionatore è stato portato con successo su Windows, Mac OS X e FreeBSD.
La versione per Windows di LinuxSampler può attualmente funzionare in modalità standalone con supporto output audio ASIO ed input MIDI MME e come plugin VSTi dove fornisce piena integrazione con i sequencer VST. La versione Mac OS X attualmente supporta l'output audio tramite i driver CoreMIDI e jackd e l'input MIDI tramite i driver CoreMIDI. L'interfaccia Audio Unit (AU plugin) per LinuxSampler è in versione beta.

## Obiettivi
Si prevede di supportare tutti i formati comuni campionatore in LinuxSampler, ma al momento il ci si concentra sul formato Gigasampler. Accanto a questo, l'obiettivo è quello di progettare un nuovo formato file per campionatore più potente e più flessibile rispetto a qualsiasi formato campionatore attualmente disponibile nel mondo.
Si internet è presente una lista di funzioni con ulteriori informazioni sui piani di sviluppo futuri.

## Licenza
Molti componenti sono distribuiti come software libero, rilasciati sotto GNU General Public License o GNU Lesser General Public License. Tuttavia, la licenza del backend del campionatore proibisce l'uso commerciale. Per un uso commerciale, autorizzazione e condizioni d'uso possono essere richieste agli sviluppatori. La creazione di musica commerciale con LinuxSampler è tuttavia esplicitamente permessa.